# 落雷へのささやかな恐怖
「落雷へのささやかな恐怖」（"Little Fear of Lightning"）は、アメリカ合衆国のテレビドラマ『ウォッチメン』の第1シーズン第5話であり、2019年11月17日にHBOで放送された。エピソードでは覆面警官のルッキンググラスことウェイド・ティルマンの動向に焦点が当てられる。

## プロット
1985年11月2日。ニュージャージー州ホーボーケンを訪れたウェイド・ティルマンは突如ニューヨークに出現した巨大イカによるサイコウェーブに襲われる。ティルマンは数少ない生存者となったがトラウマを負ってしまい、以後の人生で妄想性障害を患ってしまう。
2019年現在。ローリーはタルサ警察に第7機兵隊のビデオの教会の場所を特定するように指示する。ローリーはウェイドの机に盗聴器を設置して彼とアンジェラが薬瓶の話をしていることを知り、ウェイドに盗聴の事実を明かして探りを入れる。翌日、ウェイドは生物医学者である元妻のシンシアのもとを訪れ、彼女はその薬がノスタルジアという他人の記憶を追体験できる違法な品であることを伝える。
ウェイドは第7機兵隊によって廃屋におびき出されてビデオの教会のセットを発見し、そして機兵隊員がテレポーテーション装置の実験をしていることを知る。機兵隊員の1人が自らマスクを脱ぎ、ジョー・キーン・Jrであることをウェイドに明かす。ジョーは自分とジャッド・クロフォードが機兵隊の各面を率いることで彼らをコントロールしていると説明し、ウェイドにアンジェラからジャッド殺害犯の情報を引き出すように頼む。その代わりにジョーはウェイドにごく一部の人間だけが見ることができたビデオを見せられる。1985年11月1日にエイドリアン・ヴェイトが作成したこのビデオには後のロバート・レッドフォード大統領にイカ攻撃の真相と長期計画における彼への支援の必要性が説明されている。
ウェイドの心は揺らぎ、警察署で彼はアンジェラを机の前に連れて行き、薬瓶を返却してその正体を伝え、ジャッドの死の情報を尋ねる。彼女はローリーに盗聴されているとも知らず、祖父のウィルが殺害犯であると主張していることを明かす。直後にローリーがアンジェラを拘束しにやってくるが、彼女は寸前のところで全てのノスタルジアを飲み干してしまう。ウェイドは帰宅するが、銃で武装した機兵隊員たちが彼の家に忍び寄っている。
一方でエイドリアン・ヴェイトはフィリップスとクルックシャンクスのクローンに手伝わせて命綱付きのサバイバルスーツを身につけ、カタパルトによって牢獄から射出される。牢獄の外に出た彼が立っていたのは木星の衛星エウロパであり、周辺には多数のフィリップスとクルックシャンクスの遺体が散乱している。彼はそれらの遺体を使って「助けてくれ D」というメッセージを近くの人工衛星に見えるように書く。ヴェイトは狩猟監督官によって命綱を引っ張られて監獄に戻されて逮捕される。

## 製作

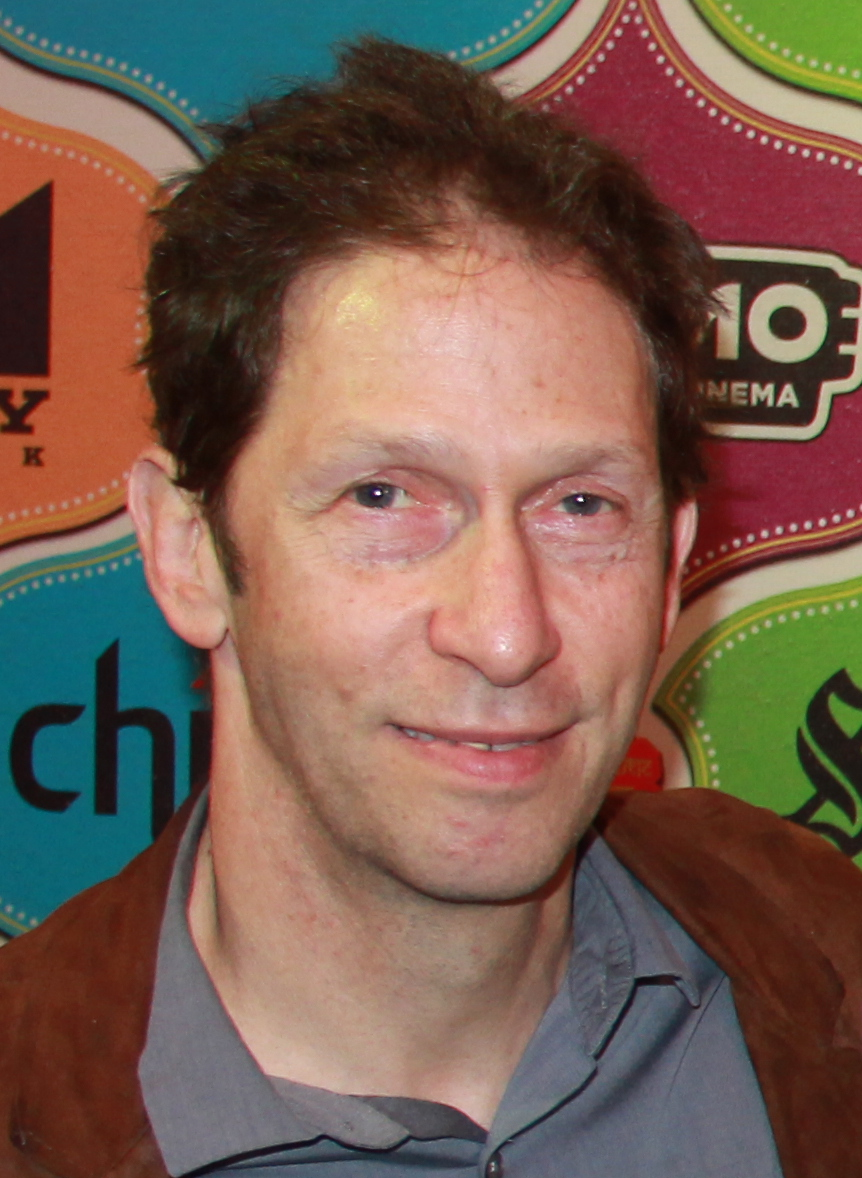
このエピソードではティム・ブレイク・ネルソンのキャラクターに焦点が当てられ、ルッキンググラスのオリジンが明らかとなる。

このエピソードはコミックで描かれた1985年のニューヨーク市に巨大イカが出現し、それによるサイキック・ブラストで数百万人が虐殺された場面で幕を開ける。シリーズのショーランナー兼脚本家であるデイモン・リンデロフは製作開始前にイカ攻撃の余波を含むコミックのイメージの一部をテレビシリーズで再現することを望んでいた。場面はホーボーケンからニューヨークのダウンタウンへのプルバックで終わり、実写と特殊効果が併せて使われた。ホーボーケンの場面は実際にはアトランタで撮影され、残りはブラストの混乱を示すためにCGIが用いられた。イカの大きさはコミックでは数コマのみの登場に終わったために明確ではなかったが、リンデロフは5階建てのビルと同程度の高さを要求した。視覚効果チームは建物に埋まったイカの触手などコミックのイメージの多くをこの場面に組み込んだ上でリアルな外観を保った。
イカの場面の構想と同時にリンデロフは人々にPTSDのような長期にわたって感情的な影響が与えられるという考えに至り、これは事件後に国家間での核戦争に回帰するのを防ぐためのヴェイトの計画の必要な要素でもあった。これによりイカ攻撃のPTSDに苦しみ続けた人物としてウェイド・ティルマン/ルックキンググラスが作り上げられた。リンデロフはルッキンググラスのリフレクティブ・マスクを文字通りティンホイル・ハットを身につけた人に例えた。リンデロフはルッキンググラスの背後にある主要なテーマとして恐怖を用いており、イカ攻撃に対する反応だけでなく、その直前に発生した不名誉な性的状況によるトラウマがイカの攻撃により悪化した。リンデロフは同年代の他人がセックスについて自信を持っていてたことにより自分がそれを恐れていた10代の頃の自分の経験に基づいてそのような設定を作り上げた。
ヴェイトのストーリーラインにおいてリンデロフは地球上で最も賢いとされる人間が容易に逃げられないようにするにはある種の「監獄」が必要であると断言し、その設置場所としてエウロパを選択した。
エピソードのタイトルはジュール・ヴェルヌの『海底二万里』の一節「If there were no thunder, men would have little fear of lightning」から引用されている。
このエピソードではマイケル・インペリオリがニューヨーク市観光の広告でクレジット無しのカメオ出演をしている。

## 評価

### 批評家の反応
「落雷へのささやかな恐怖」は批評家から好意的な評価を受けており、いくつかの媒体ではこれまでのシリーズで最高のエピソードであると主張している。Rotten Tomatoesでは28件のレビューで支持率は100%、平均点は8.89/10となり、「ラヴクラフティアンに触発された巨大イカの攻撃に加え、ルッキンググラスの悲惨な物語が「落雷へのささやかな恐怖」に非常に必要な勢いを加えている」とまとめられた。
IGNのシドハーント・アドラハは原作コミックに深く結びつき、ウェイドのキャラクターに焦点が当たり、シリーズ全体の物語が推進するのに役立つことにより、エピソードは「テレビのほぼ完璧な時間」である評した。『ローリング・ストーン』のアラン・セピンウォールはリンデロフのエピソードのビジョンを賞賛し、彼の以前の作品『LEFTOVERS/残された世界』がこれにどのように影響したのかを述べ、エピソードが「神話の大部分を埋めると同時に、まったくとんでもないSF/ファンタジーのコンストラクトが見られて、非常に現実的で壊れやすい人間がそれにどのように反応するかを考えさせるというアラン・ムーアとデイモン・リンデロフの両方が非常に上手くやっていることも実行されている」と評した。

### 視聴率
初放送時の視聴者数は推定75万2000人である。